# Маттос, Моника
Мо́ника Ма́ттос (порт. Monica Mattos; наст. имя — Мо́ника Монтейро да Силва (порт. Monica Monteiro da Silva) — бывшая бразильская порноактриса, режиссёр, танцовщица и телеведущая.

## Биография
Родилась 6 ноября 1983 г. (по другим данным — 12 октября 1984 г.) в Сан-Паулу (Sao-Paulo) в Бразилии.
Её карьера в порно началась в 2003 г. в Бразилии, а в 2005 г. — в США.
В Бразилии ею заключён контракт с группой Brasileirinhas.
В фильме «Two cocks in the booty» («Два члена в заднице») режиссёра Эда Хантерса (Ed Hunters), выпущенном студией Combat Zone, Моника Маттос снялась наряду с новыми бразильскими актрисами (Mayra, Paola, Dany Hess, Carol) в одной из сцен двойного анального проникновения.
В одном из самых примечательных её фильмов — «Too much is never enough» («Много никогда не бывает»), для съёмок в котором её выбрал режиссёр Крис Стримс (Chris Streams), Моника участвовала во всех 9 сценах.
Снималась также вместе с транссексуалкой Карлой Новаиш (Carla Novaes).
Причиной большого скандала среди бразильских ценителей порнографических фильмов стало появление фотографий и видеоматериалов со сценами орального секса с конём, фистинга, писсинга, покрытия рвотой.
Имеет татуировки: на правом бедре, крылатый конь на правом плече, солнце и звезда на левом плече; пирсинг: язык, пупок, на правой стороне носа, на подбородке.

## Фильмография (выборочно)
- 2 Girls for every boy — New Sensations, 2007 — facial.
- 2 Whores are Better than 1 — Juicy Entertainment, 2005.
- Barely Legal Oral Education 2 — Hustler Video, 2008 — BJOnly.
- Big Black POV 2 — Devil’s Film, 2006 — anal, facial, A2M, IR.
- Brazilian Ass Feast — New Sensations, 2006 — Anal, Facial.
- Brazilian Girlfriends — VCA Pictures, 2006 — LezOnly.
- Brazilian Heat	Penthouse 2007 — Facial.
- Brazilian Island 1 — Nectar Entertainment, 2005 — Anal, Facial.
- Exit Ass Enter Mouth — Third World Media, 2007.
- Exxxtasy Island 4 — Nectar Entertainment, 2006 — Anal, Facial.
- Fine Ass Bitches 5 — DVSX, 2006 — Anal, A2M, Creampie.
- Girls Banging Girls 2 — Hustler Video, 2007 — LezOnly.
- Goo 4 Two 4 — Zero Tolerance, 2006 — Anal, CumSwap, Swallow, A2M.
- I Strap On My Man 1	Channel 69, 2007.
- Latina Fever 11 — North Star,	2005 — Anal, Facial, A2M.
- Ready Wet Go 3 — 3rd Degree, 2006 — Anal, Facial, Swallow, A2M.
- Smokin Hot Latinas 2 — Combat Zone, 2008.
- Spunk’d 8 — 3rd Degree, 2008.
- You’d Never Know… 2 — Mercenary Pictures, 2005.
- Young Brazilian Cuties 1 — Kick Ass Pictures, 2006 — Anal, Facial.
- Girls With Toys Butt Fucking Boys

## Премии и номинации
| Год  | Церемония             | Номинация                                         | Работа      | Результат |
| ---- | --------------------- | ------------------------------------------------- | ----------- | --------- |
| 2006 | Adam Film World Award | Лучшая латиноамериканская звезда                  |             | Победа    |
| 2007 | Adam Film World Award | Лучшая латиноамериканская старлетка               |             | Победа    |
| 2007 | AVN Award             | Лучшая иностранная исполнительница года           |             | Номинация |
| 2008 | AVN Award             | Лучшая иностранная исполнительница года           |             | Победа    |
| 2014 | PIP (Sexy Hot Award)  | Лучшая сексуальная сцена с двойным проникновением | Meninas Más | Победа    |